# Nordseeschnäpel
Der Nordseeschnäpel (Coregonus oxyrinchus), auch als Rheinschnäpel, Houting und Kleine Schwebrenke bezeichnet, ist eine taxonomisch umstrittene Fischart aus der Familie der Lachsfische. Er gehört zur Gattung der Felchen, Renken oder Maränen (Coregonus). Die Art ist vermutlich in den 1940er Jahren aufgrund von Gewässerverschmutzung ausgestorben. Nach Ansicht einiger Fachleute hat sie in einer kleinen dänischen Population überlebt. Hier gewonnene Besatzfische dienten zur (Wieder-)Einbürgerung in verschiedene Gewässersysteme. Die meisten Fachleute sind allerdings der Auffassung, diese Tiere gehörten in Wirklichkeit zu einer anderen Art, dem Ostseeschnäpel Coregonus maraena.
Die Nordseeschnäpel ist in Deutschland 1999 zum Fisch des Jahres gewählt worden.

## Merkmale

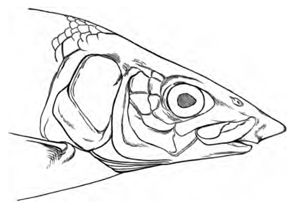
Kopfzeichnung

Die Abgrenzung der Arten innerhalb der Gattung Coregonus gehört zu den schwierigsten Aufgaben der Taxonomie der Fische. Es handelt sich um junge, vermutlich erst seit wenigen 1000 Jahren nach dem Ende der Weichsel-Kaltzeit differenzierte Arten, die bei Kontakt meist frei miteinander hybridisieren können. Unter dem Artnamen Coregonus oxyrinchus haben im Lauf der Zeit verschiedene Taxonomen unterschiedliche Arten oder andere taxonomische Einheiten bestanden, die durch unterschiedliche Merkmale charakterisiert und gegeneinander abgegrenzt worden sind. Die folgende Darstellung beruht auf der Neubeschreibung der Art durch Jörg Freyhof und Christian Schöter 2005.
Der Nordseeschnäpel ist demnach eine große Maränenart mit einem langgestreckten, seitlich stark abgeflachtem Körper. Er besitzt die typische Körpergestalt aller Maränen. Die Schnauze ist auffallend nasenartig verlängert und steht weit über die Vorderkante des Unterkiefers vor. Diese Verlängerung besteht aus weichem, schwammartigem Gewebe und ist an konservierten Tieren meist nicht erhalten. Durch die Verlängerung ist die Mundöffnung auf die Bauchseite des Kopfes (ventrad) verlagert, Ober- und Unterkiefer reichen beide nach hinten bis hinter den vorderen Augenrand, oft bis zur Augenmitte. Der Oberkiefer reicht weiter nach vorn als der Unterkiefer. Die Augen sind relativ groß, ihr Durchmesser ist etwa 0,7 mal so groß wie der Augenabstand. Der Rand der Rückenflosse ist eingebuchtet (konkav).
Wichtigstes Merkmal zur Abgrenzung von anderen Arten ist, wie vielfach innerhalb der Gattung, die Zahl der Reusendornen auf dem Kiemenbogen. Diese hängt unter anderem von der Ernährungsweise ab, Arten die sich vorwiegend filtrierend von Plankton ernähren, besitzen mehr und enger stehende Dornen. Auf dem ersten Kiemenbogen sind bei dieser Art 38 bis 46, im Mittel 40 Reusendornen ausgebildet. Coregonus mareana besitzt nur 25 bis 35 Reusendornen. Allerdings weisen insbesondere dänische Forscher darauf hin, dass die verwendeten Merkmale variabel sind und zusätzlich vom Alter der Fische (und damit von der Wachstumsrate und dem Reproduktionszyklus) abhängen. Die anhand der Kiemenreusendornen unterschiedenen morphologischen Einheiten korrelieren außerdem nicht unbedingt mit genetisch verwandten Gruppen. Nach allen älteren Angaben ist die Art weder in ihrer Färbung noch in der Größe irgendwie vom Ostseeschnäpel abgrenzbar.

## Verbreitung
Der Nordseeschnäpel lebte in den Mündungsgebieten und Unterläufen der Flüsse Rhein, Maas und Schelde sowie in Süd-England, von wo nur drei Funde aus dem 19. Jahrhundert, aus dem River Medway, aus Lincolnshire und aus Chichester, vorliegen. Die Art trat in den Flüssen und den vorgelagerten Ästuaren, im Brackwasser auf und scheint echt marine Bedingungen gemieden zu haben, zumindest liegen aus solchen Bereichen keine Belegtiere oder Fundmeldungen vor.
Coregonus-Populationen unklarer Artzugehörigkeit lebten auch in der Elbe und anderen Gewässern, die in die östliche Nordsee entwässern. Hier sind alle Populationen, etwa zur gleichen Zeit wie diejenigen der westlichen Nordsee, ausgestorben – mit einer Ausnahme: in der Vidå (Namensvarianten: Vidau, Vide Å, Vide Au) im dänischen Sønderjylland ist die einzige Wandermaränen-Population der Nordsee erhalten geblieben. Auch dieser Bestand wies aber in der Nachkriegszeit stark fallende Bestandszahlen auf und drohte auszusterben. Hier gewonnene und in Zuchtbecken vermehrte Tiere wurden in eine Reihe europäischer Flusssysteme, darunter auch den Rhein, zur Begründung neuer Populationen ausgesetzt. Diese neuen Populationen werden von vielen Forschern und Artenschützern als „Nordseeschnäpel“ bezeichnet, es ist aber sehr umstritten, ob sie zu derselben evolutiven Einheit (oder Art) gehören. Da vom Nordseeschnäpel, im Sinne von Freyhof und Schröter, keine genetischen Daten vorliegen, ist die Frage offen und kann vielleicht niemals abschließend aufgeklärt werden.

## Lebensweise
Die Lebensweise des Nordseeschnäpels als einer ausgestorbenen Art ist lediglich anhand der spärlichen Angaben in den Werken zeitgenössischer Ichthyologen oder Limnologen anzugeben. Für die überlebenden Populationen von Wandermaränen, insbesondere den Ostseeschnäpel und die vermutlich dazugehörenden Populationen, die auf eingesetzte Tiere aus der dänischen Vidå zurückgehen, liegen bessere Daten vor, diese sind aber nur unter Vorbehalt übertragbar. Aufgrund der eng stehenden Kiemenreusendornen wird für die Art, analog zu den überlebenden Maränen mit diesem Merkmal, eine planktonfressende Lebensweise, als Filtrierer, erschlossen.
Nordseeschnäpel waren anadrome Wanderfische, das heißt, sie lebten im Meer, bzw. im Brackwasser der Flussmündungen, stiegen aber zum Ablaichen in die Flüsse auf. Darin unterscheiden sie sich von Maränen der Seen wie dem morphologisch sehr ähnlichen Blaufelchen (Coregonus wartmanni, früher meist Coregonus lavaretus genannt) des Bodensees und einer Reihe in norddeutschen Seen endemischen Arten wie der Stechlin-Maräne (Coregonus fontanae). Die Autoren des 19. Jahrhunderts gaben an, sie wären zum Laichen in großer Zahl bis nach Wesel, vereinzelt sogar bis in den Mittelrhein bei Straßburg, aufgestiegen.  Die dänische Population (deren Artzugehörigkeit umstritten ist) besteht aus Tieren, die in ihrem individuellen Leben von etwa 10 bis 12 Jahren Dauer mehrmals ablaichen, also nicht, wie Lachse nach der Fortpflanzung sterben., dies wird auch für den Nordseeschnäpel des Rheins angenommen.
Der Rückgang der Schnäpel der dänischen Population wurde, zur Einleitung von Schutzmaßnahmen, genauer analysiert, die Angaben sind vermutlich auf den sehr nahe verwandten „echten“ Nordseeschnäpel übertragbar. Der Bestand war, nach dem Beinahe-Aussterben, im Jahr 2000, trotz Besatz, auf nur etwa 6000 bis 7000 adulte Individuen angewachsen. Laichhabitate für die Art in Dänemark sind saubere Gewässer mit etwa 4 bis 10 Meter Wasserspiegelbreite, mit Kiesgrund und reichen Wasserpflanzenbeständen. Die Tiere wandern im November bis Dezember in die Laichgewässer auf. Die Eier werden einfach ins freie Wasser abgegeben, sie sind klebrig und bleiben an Steinen oder Wasserpflanzen hängen. Sie schlüpfen im Februar oder März. Jungfische lassen sich mit der Strömung in Stillwasserbereiche wie Überschwemmungsbereiche oder Röhrichtbestände treiben. Sie ernähren sich von Zooplankton. Sie können in Wasser höherer Salinität nicht überleben.

## Aussterben
In der Roten Liste gefährdeter Arten der IUCN wird der Nordseeschnäpel als „Ausgestorben“ (Extinct) gelistet, da seit 1940 kein Nachweis für das Vorkommen der Art in ihrem ursprünglichen Verbreitungsgebiet dokumentiert ist. Dieser Auffassung folgt auch die Rote Liste der europäischen Süßwasserfische.
Die Schnäpel in der Nordsee waren bis zum Anfang des 20. Jahrhunderts wirtschaftlich bedeutsame Speisefische. Die Fischerei im Rhein konzentrierte sich auf die Monate August bis November. Fangzahlen bis 1910 liegen nicht vor. 1917 wurden 5000 kg gefangen, 1921 1000 kg, 1933 noch 100 kg, 1939 3 kg.
Die kommerzielle Fischerei ging aufgrund sinkender Bestände rasch zurück und war nach 1918 bedeutungslos. 1890 wurde zur Stützung der Bestände eine Brutanstalt für Schnäpel im niedersächsischen Bienenbüttel in Betrieb genommen, ohne nachhaltigen Erfolg. Die letzte Sichtung für die Weser stammt von 1910, in der Elbe galten sie seit 1935 als ausgestorben. Im Einzugsgebiet der Ems und Eider stammen letzte Angaben aus den 1970er Jahren.
Wesentliche Ursachen für den Rückgang der dänischen Population waren: Zerstörung der Durchgängigkeit von Fließgewässern durch den Bau von Wehren und Stauhaltungen und abnehmende Gewässerqualität, wie Wasserverschmutzung, Verschlammen von Laichgründen der kieslaichenden Art, Begradigung der Gewässer mit Verlust angeschlossener stiller Buchten oder Überschwemmungsbereiche, als Lebensraum der Fischlarven und Jungfische. Reine Besatzmaßnahmen ohne Umbau der Gewässer waren, trotz Besatz in Millionenstärke, völlig erfolglos geblieben. Die Art kann Wehre nicht überwinden, selbst wenn Fischtreppen eingebaut worden sind. Heute sind in Dänemark reproduzierende Bestände vorhanden, die zumindest als stabiler eingeschätzt werden als diejenigen in Deutschland und den Niederlanden, es ist aber nicht gesichert, ob sie sich ohne fortdauernden Besatz dauerhaft halten könnten.

## Artenschutz
Anadrome Populationen des Nordseeschnäpels in der Nordsee werden von der Europäischen Union im Anhang II und Anhang IV der FFH-Richtlinie geführt (FFH-Code: 1113). Damit gilt er als Art von gemeinschaftlichem Interesse, für deren Erhaltung von den Mitgliedsstaaten besondere Schutzgebiete ausgewiesen werden sollen, die aber auch außerhalb dieser Gebiete streng geschützt ist. Da die Art nach überwiegender Einschätzung ausgestorben ist, wären damit keine besonderen Folgen verbunden. Allerdings wird die Aussage von Artenschützern anders interpretiert. Dieser Auffassung nach umfasst der Schutz alle anadromen Populationen von Coregonus spp., unabhängig von ihrem gegenwärtigen Artstatus. Die Populationen in der Ostsee, jetzt meist als eigenständige Art Coregonus maraena aufgefasst, werden, unabhängig vom zu verwendenden Artnamen, demnach als Arten des Anhangs V gefasst; darin sind bedrohte Arten aufgelistet, die auch wirtschaftlich genutzt werden.
Die dänische Coregonus-Population in der östlichen Nordsee, als letzte überlebende anadrome Maräne des Nordseegebiets, wird heute in der Europäischen Union streng geschützt, es wird versucht, durch Besatz neue Populationen in Gewässern des historischen Verbreitungsgebiets zu begründen, in denen die Art ausgestorben ist. In Deutschland fand ein größeres Projekt dazu in der schleswig-holsteinischen Treene statt. Diese Tiere werden als Coregonus oxyrinchus bezeichnet, obwohl die taxonomischen Probleme klar sind. Dieses Vorgehen ist aber innerhalb der Europäischen Union offiziell abgestimmt worden.
Aussetzungen im Rhein de Niederlande gehen überwiegend auf private Initiative zurück. Für die Niederlande wird, aufgrund der irreversiblen wasserbaulichen Eingriffe, eine Wiedereinbürgerung als aussichtslos eingeschätzt.
Im Rahmen des Wanderfischprogramms NRW wurden Schnäpel von 1996 bis 2006 im Rhein bei Rees und im Unterlauf der Lippe ausgesetzt. Es wurden 2,3 Millionen junge Nordseeschnäpel mit einer mittleren von etwa 30 Millimeter ausgewildert. Die Fische wurden in Fischzuchtanlage Jäger-Kleinicke in Kiel gezüchtet. Im Auswilderungsgebiet wurden später adulte Fische gefangen. 2014 wurden erstmals Nordseeschnäpellarven nachgewiesen und damit eine erfolgreiche Reproduktion der ausgewilderten Fische.

## Taxonomie
Der Nordseeschnäpel gehört in einen Artkomplex untereinander nahe verwandter europäischer Arten, den sogenannten lavaretus-Komplex. Die Abgrenzung von Arten innerhalb des Komplexes ist problematisch, der Zusammenhang zwischen morphologisch und genetisch abgegrenzten Einheiten innerhalb des Aggregats ist unklar. Eine genetische Analyse von Museums-Exemplaren der Art im Vergleich mit Exemplaren der Art Coregonus lavaretus legt aber Nahe, dass es sich bei C. oxyrhinchos um ein Synonym von C. lavaretus handelt.
Die Art wurde von Carl von Linné in der zehnten Auflage seines Werks Systema Naturae als Salmo oxyrinchus erstbeschrieben, als Verbreitung wird „in Oceano Atlantico“ angegeben. Die Schreibweise der Erstbeschreibung ist für den Namen verbindlich, so dass spätere Namensvarianten (als linguistische Emendationen) wie oxyrhinchos oder oxyrhinchus nicht zulässig sind. Linnés Arbeit baut stark auf derjenigen seines Freundes und Kollegen Peter Artedi auf, der er inhaltlich meist folgt. Dieser hatte einen „Coregonus maxilla superiore longiore conica“ beschrieben, der in „Flandria et Batavia“ vorkomme, also in Flandern und der Rheinmündung (wo der historische Volksstamm der Bataver lebte). Spätere Autoren haben den Linnéschen Namen, je nach dem verwendeten Konzept zur Gliederung der Gattung Coregonus, unterschiedlich interpretiert, je nach Autoren sind mit diesem Namen bezeichnete Tiere in der südlichen Nordsee, in der Nord- und Ostsee, oder außerdem noch in Gewässern Skandinaviens, und in verschiedenen binnenländischen Seen verbreitet. Auch die Angaben in verbreiteten Feldführern und Bestimmungswerken, wie Vilcinskas oder Muus und Dahlström sind daher unklar und beziehen sich auf unterschiedlich charakterisierte und abgegrenzte Einheiten, die meist mehrere der heute unterschiedenen Arten umfassen.
Der Artstatus sowohl historischer als auch gegenwärtiger Populationen ist zudem durch Verschleppung von Tieren außerhalb ihres natürlichen Verbreitungsgebiets durch fischereiliche Besatzmaßnahmen verunklart. Zwar kommen natürlicherweise gelegentlich zwei, selten drei, Maränenarten im selben Gewässer (syntop) vor, diese sind dann aber in der Regel ökologisch und morphologisch klar voneinander geschieden. Untereinander ähnliche Arten besitzen natürlicherweise vikariierende Verbreitung, kommen also nur in klar getrennten Gewässern vor. Durch Besatz mit ähnlichen Tieren kommt es sekundär dazu, dass Arten hybridisieren. Außerdem etablieren sich Populationen, möglicherweise gestützt durch dauernden Besatz, in Gewässern, in denen sie früher fehlten. So kommen im Rhein, möglicherweise seit Jahrhunderten, neben dem Nordseeschnäpel Maränen mit kurzer Nase vor, deren genaue Artzugehörigkeit unklar ist.
Die dänische Population ist anhand genetischer Marker von den Tieren aus der Ostsee getrennt, es liegen keine Hinweise auf aktuellen Genfluss vor. Allerdings sind die Unterschiede äußerst gering. Die Forscher sehen die dänische Nordsee-Population (für die sie, gemeinsam mit den Tieren der Ostsee, ein glaziales Refugium an der damaligen Elbmündung rekonstruieren) eher als einen separaten Ökotyp als eine eigene Art an. Da für die ausgestorbene Rhein-Population keine genetischen Daten vorliegen, sind diese Ergebnisse darauf allerdings nicht übertragbar. Die dänischen Nord- und Ostseepopulationen sind anhand der Kiemenreusendornen, trotz einer gewissen Überlappung, morphologisch differenzierbar.